# Le Tuzan
Le Tuzan är en kommun i departementet Gironde i regionen Nouvelle-Aquitaine i sydvästra Frankrike. Kommunen ligger i kantonen Saint-Symphorien som tillhör arrondissementet Langon. År 2022 hade Le Tuzan 257 invånare.

## Befolkningsutveckling
Antalet invånare i kommunen Le Tuzan
Referens:INSEE